# フレデリック・ピキオンヌ
フレデリック・ピキオンヌ（Frédéric Piquionne フランス語発音: [pikjon], 1978年12月8日 - ）は、ニューカレドニア・ヌメア出身の元フランス代表サッカー選手。現役時代のポジションはフォワード。

## 経歴
クラブ
フランスの海外県、ニューカレドニア出身で、ユース時代をパリ郊外のパリFCなどで過ごす。1996年よりマルティニークのクラブ、ゴールデン・スターに所属し、2000年よりニーム・オリンピックでプロのキャリアを歩み始めた。翌年、スタッド・レンヌに移籍し、リーグ1部デビュー。2002-03シーズンには31試合で12得点を挙げ、飛躍のきっかけを掴んだかに思われたが、レンヌの新監督となったラズロ・ボロニとの不和もあり、2003-04シーズンは調子を落とした。そのためシーズン終了後にASサンテティエンヌにレンタル移籍。ここで再び2桁得点を挙げる活躍により完全移籍を勝ち取った。
2007年、オリンピック・リヨン入りが濃厚であったが、クラブ同士の対立から契約はまとまることなくASモナコにレンタル移籍した。2007-08シーズンはやや不調に終わったものの、シーズン終了後改めてリヨンからオファーを受け、移籍金450万ユーロで完全移籍となった。2009-10シーズンはポーツマスFCへレンタル移籍。2010年にウェストハム・ユナイテッドFCへと完全移籍した。2012年3月よりドンカスター・ローヴァーズFCに1ヶ月の短期ローン移籍をした。
2013年2月28日、MLSのポートランド・ティンバーズと1年契約を結んだ。2014年5月13日、クラブから放出されることが発表された。
同年8月4日、リーグ・ドゥのUSクレテイユ＝リュシタノに移籍した。
代表
代表としては2002年からマルティニーク代表に招集され、翌年にはCONCACAFゴールドカップにも参加している。しかし、マルティニークがFIFA未加盟のため、フランス代表としてもプレーが可能で、2007年3月にオーストリア代表との親善試合で初キャップを記録した。

## 所属クラブ
- ニーム・オリンピック 2000-2001
- スタッド・レンヌ 2001-2005

→  ASサンテティエンヌ 2004-2005 (loan)
- ASサンテティエンヌ 2005-2007

→  ASモナコ 2007 (loan)
- ASモナコ 2007-2008
- オリンピック・リヨン 2008-2010

→  ポーツマスFC 2009-2010 (loan)
- ウェストハム・ユナイテッドFC 2010-2013

→  ドンカスター・ローヴァーズFC 2012 (loan)
- ポートランド・ティンバーズ 2013-2014
- USクレテイユ＝リュシタノ 2014-2015
- ムンバイ・シティFC 2015